# Девідсон Блек
Девідсон Блек, FRS (англ. Davidson Black; 25 липня 1884 — 15 березня 1934) — канадський медик і палеоантрополог, найвідоміший завдяки назві синантроп (нині Homo erectus pekinensis). Він був головою Геологічної служби Китаю та членом Королівського товариства. У Китаї його називали 步達生 (піньїнь: Bù Dáshēng).

## Ранні роки
Блек народився у 1884 році у Торонто, Онтаріо, Канада. У дитинстві літо він проводив поблизу або на озерах Каварти. У підлітковому віці возив важкі вантажі для компанії Гудзонової затоки. Він також любив збирати скам'янілості на берегах Дону. Блек потоваришував з представниками корінних народів і вивчив одну з їхніх мов. Блек також марно шукав золото вздовж озер Каварти.
Блек проявив інтерес до біології у ранньому віці, попри те, що народився у сім'ї, пов'язаної з законом. У 1906 році Блек здобув ступінь з медичних наук у Торонтському університеті. Він продовжував вивчати порівняльну анатомію у школі, у 1909 році став викладачем анатомії. У 1914 році провів пів року, працюючи під керівництвом нейроанатома Ґрафтона Еліота Сміта у Манчестері, Англія. У цей час Сміт вивчав Пілтдаунську людину. Це поклало початок інтересу до еволюції людини.
У 1917 році він приєднався до Королівського канадського медичного корпусу, де лікував поранених канадських солдатів.

## Пізніші роки
У 1919 році після звільнення з медичного корпусу канадської армії він поїхав до Китаю, щоб працювати у Пекінському медичному коледжі. Почав з посади професора неврології й ембріології, у 1924 році отримав підвищення до керівника кафедри анатомії. У 1926 році він планував шукати скам'янілості людини, хоча коледж заохочував його зосередитися на викладанні. У цей період Йоган Гуннар Андерссон, який проводив розкопки біля пагорба Драконових кісток (Чжоукудянь) у 1921 році, дізнався у Швеції про дослідження скам'янілостей Блека. Він дав Блеку оглянути два кутні зуби, схожі на людські. Наступного року, отримавши грант від Фонду Рокфеллера, Блек почав пошуки навколо Чжоукудяня. Попри військові заворушення за участю Національно-революційної армії, які змусили багатьох західних вчених покинути Китай, Девідсон Блек з сім'єю залишився.
Тоді Блек розпочав масштабні дослідження. Він отримав призначення головним координатором. Влітку 1926 року Отто Зданський, який очолював розкопки, виявив два моляри, описані у 1927 році («Бюлетень Геологічної служби Китаю») як скам'янілості роду Homo. Блек вважав, що вони належать до нового виду людей і назвав їх Sinanthropus pekinensis (синантроп). Він носив цей зуб на поясі у маленькому мідному футлярі, обшитому оксамитом.
Пізніше він представив зуб Фонду Рокфеллера для отримання додаткових грантів.
Протягом листопада 1928 року було виявлено нижню щелепу, кілька зубів і фрагменти черепа. Його знахідка розширила знання про еволюцію людини та посприяв отриманню від фонду 80 000 доларів. Цей грант допоміг продовжити дослідження та заснувати Лабораторію кайнозойських досліджень.
Пізніше було знайдено череп й інші залишки. Блек часто розглядав їх до пізньої ночі.
Більшість оригінальних кісток було втрачено під час їхнього транспортування з Китаю для зберігання на початку Другої світової війни. Під час війни японці отримали контроль над медичним центром Пекінського союзу, де лабораторія з усіма скам'янілостями була розграбована, а всі зразки, які залишилися, — конфісковані. Скам'янілості так і не були знайдені, достеменно невідомо чи їх викрали, чи втратили. Залишилися лише 3 гіпсові відбитки, які зберігаються у медичному центрі Пекінського союзу, Смітсонівському інституті (Вашингтон) та Лондоні.
У 1931 році Блека нагородили медаллю Даніеля Жиро Елліота від Національної академії наук. Помер від серцевої недостатності у 1934 році. Автором некролога став нейроанатом Г. Е. Сміт, під керівництвом якого він працював.
Вимерлий рід Gigantopithecus blacki, вперше знайдений у 1935 році, назвали на його честь.

## Особисте життя
У 1913 році він одружився нз Адені Невітт, яка супроводжувала його у подорожах. У них було двоє спільних дітей: син Девідсон (1921—1988) і дочка Невітт Мейбі (уроджена Девідсон) (1925—2020). Діти народилися у Пекіні. Девідсон став лікарем, здобувши ступінь доктора медицини у 1946 році. Девідсон одружився з Лінн Сандерленд у 1964 році та мав сина Девідсона (1969—2011), який помер рівно через 77 років після смерті свого діда. Девідсон помер 31 серпня 1988 року у віці 67 років. 4 серпня 1945 року Невітт вийшла заміж за Джона Мейбі, канадського військово-морського лейтенанта, народила п'ятьох дітей: Джона, Мейланн, Бренду, Кріса Раєрсона й Алана. Невітт померла 1 лютого 2020 року у віці 94 років. У неї залишилися діти, дванадцять онуків і шестеро правнуків.

## Азійська гіпотеза
Йоган Гуннар Андерссон, Отто Зданський і Волтер Грейнджер дотримувались думки про походження людини з Азії відомі своєю участю та відкриттями під час розкопок у Чжоукудяні, де знайшли пекінську прямоходячу людину. Подальше фінансування розкопок здійснював Девідсон Блек, ключовий прихильник азійської гіпотези. Через важливі знахідки у Чжоукудяні Центр палеоантропологічних досліджень повністю перемістився в Азію аж до 1930 року.
У 1925 році Блек написав статтю «Азія та розповсюдження приматів», у якій стверджував, що ознаки походження людини можна знайти у Тибеті, Британській Індії, Юнг-Лінг і Таримському басейні Китаю. Його остання стаття 1934 року стверджувала про походження людини зі Східної Азії.

## Публікації
- Black, D. (2009). Skeletal Remains of Sinanthropus Other than Skull Parts*. Bulletin of the Geological Society of China. 11 (4): 365—374. doi:10.1111/j.1755-6724.1932.mp11004002.x.
- Black, D. (2009). Evidences of the use of Fire by Sinanthropus*. Bulletin of the Geological Society of China. 11 (2): 107—108. doi:10.1111/j.1755-6724.1932.mp11002002.x.
- «Palæogeography and Polar Shift. A Study of Hypothetical Projections.» Bulletin of the Geological Society of China, Vol. X, Peiping, 1931.
- «Notice of the Recovery of a Second Adult Sinanthropus Skull Specimen.» Bulletin of the Geological Society of China, Vol. IX, No. 2, 1930.
- «Interim Report on the Skull of Sinanthropus.» Bulletin of the Geological Society of China, Vol. IX, No. I, 1930.
- «Preliminary Notice of the Discovery of an Adult Sinanthropus Skull at Chou Kou Tien.» Bulletin of the Geological Society of China, Vol. VIII, No. 3, 1929.
- «Preliminary Note on Additional Sinanthropus Material Discovered in Chou Kou Tien During 1923.» Bulletin of the Geological Society of China, Vol. VIII, No. 1, 1929.
- «The Aeneolithic Yang Shao People of North China.» Reprinted from the Transactions of the 6th Congress of the Far Eastern Association of Tropical Medicine. Tokyo, Japan, 1925.
- «Asia and the Dispersal of Primates.» Reprinted From the Bulletin of the Geological Society of China, Vol. IV, No. 2., 1925.
- «A Note of the Physical Characters of the Prehistoric Kansu Race.» From Memoirs of the Geological Survey of China, Series A, No. 5, June, 1925.